# Lychas aberlenci
Espèce
Lychas aberlenci est une espèce de scorpions de la famille des Buthidae.

## Distribution
Cette espèce est endémique de la province de Khammouane au Laos.

## Description
Le mâle holotype mesure 49,8 mm.

## Étymologie
Cette espèce est nommée en l'honneur d'Henri-Pierre Aberlenc.

## Publication originale
- Lourenço, 2013 : « Scorpions from the rainforest canopy of Laos, with the description of a new species of Lychas C.L. Koch, 1845 (Scorpiones: Buthidae). » Arthropoda Selecta, vol. 22, no 1, p. 33-40 (texte intégral).